# Thank You Camellia
Thank You Camellia è il terzo album discografico in studio del cantante statunitense Kris Allen, pubblicato nel 2012.

## Tracce
1. Better With You – 3:14 (Kris Allen, Jason Reeves, Rune Westberg)
2. The Vision of Love – 3:34 (Allen, Adam Messinger, Nasri Atweh)
3. My Weakness – 2:43 (Allen, Isaac Hasson, John Clark Jr., J Bonilla)
4. Out Alive – 3:42 (Allen, Isaac Slade, Pagnotta)
5. Monster – 3:35 (Allen, Cale Mills)
6. Blindfolded – 3:09 (Allen, Lindy Robbins, Toby Gad)
7. Teach Me How Love Goes – 3:26 (Allen, Mills)
8. Rooftops – 3:02 (Allen, Kevin Kadish,  Per Kristian "Boots" Ottestad)
9. Leave You Alone – 4:22 (Allen, Mills, Schneider)
10. Loves Me Not (featuring Meiko) – 3:33 (Allen, Nolan Sipe, Ryan Petersen)
11. You Got a Way – 3:30 (Allen, Mills)

Tracce aggiuntive Deluxe Edition
1. Turn the Pages – 3:01 (Allen, Jess Cates, Chris DeStefano, Robbins)
2. Fighters – 3:03 (Allen, Tebey, Meghan Kabir)
3. The Vision of Love (Maison & Dragen Radio Remix) – 3:47 (Allen, Atweh, Messinger)